# Zone (Lombardiet)
 For alternative betydninger, se Zone. (Se også artikler, som begynder med Zone)
Zone er en italiensk by (og kommune) i regionen Lombardiet i Italien, med omkring 1.023(2023) indbyggere.